# Laguna Sauce Grande

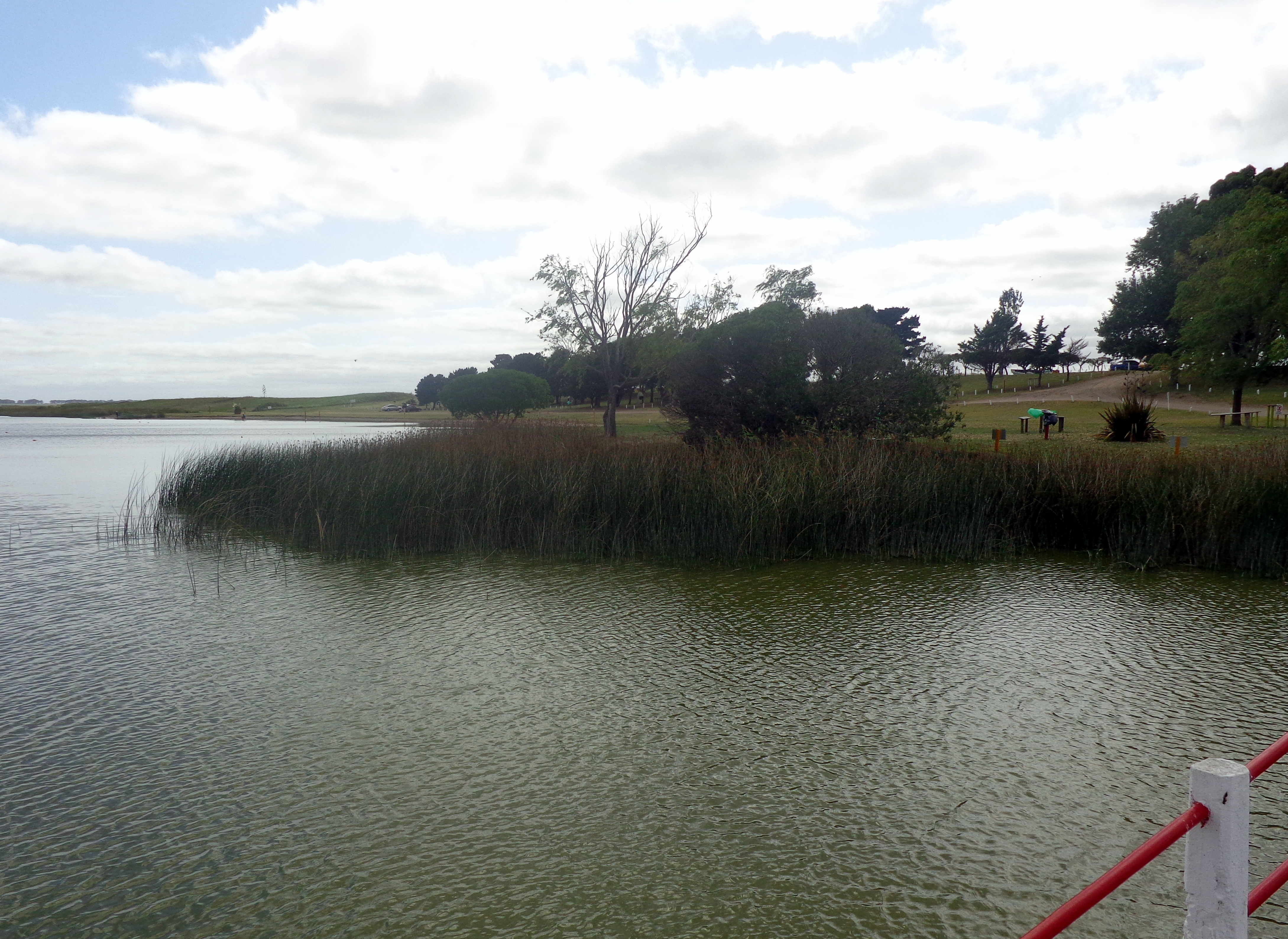
Laguna Sauce Grande.

La laguna Sauce Grande (38°57′S, 61°24′O) es una laguna ubicada en el partido de Monte Hermoso, en la zona costera sudeste de la provincia de Buenos Aires, Argentina.
Es un cuerpo de agua originado por deflación sobre el cauce fluvial preexistente del río Sauce Grande que nace en las sierras del macizo de Ventania, y descarga sus aguas al mismo, poco antes de su desembocadura en el Océano Atlántico. Sus costas por lo general con suaves declives y barrosas poseen segmentos poblados de juncos. El fondo de la laguna es casi todo de barro aunque en la parte sur está formado por conchilla.
La laguna se encuentra a unos 5 km de la población de Monte Hermoso y a unos 100 km de Bahía Blanca. Abarca unas 2900 hectáreas y su profundidad promedio es 1,60 metros, aunque en algunos sitios llega a tener 4 metros de profundidad. Sus aguas son verdosas y cristalinas, y es un sitio utilizado para pesca deportiva de pejerrey, aunque también existen poblaciones de sabalito y dientudo. La laguna es también un importante reservorio de avifauna.
La laguna ha sufrido desde principios del siglo XXI una merma de su volumen de agua, producto de varios factores como ser el desvío del cauce del río Sauce Grande y la extracción de agua de la laguna para riego.